# Luyego
Luyego és un municipi de la província de Lleó a la comunitat autònoma de Castella i Lleó. Forma part de la comarca de Tierra de Astorga. Inclou els pobles de Luyego de Somoza, Quintanilla de Somoza, Villalibre de Somoza, Villar de Golfer, Priaranza de la Valduerna i Tabuyo del Monte.

## Demografia
| 1991 | 1996 | 2001 | 2004 |
| ---- | ---- | ---- | ---- |
| 1057 | 1030 | 943  | 887  |